# Пути Звёзднорожденных
«Пути Звезднорожденных» — третья, заключительная книга одноименного фентези-цикла Александра Зорича. Впервые книга была издана в 1998 году под названием «Пути отраженных». «Роман „Пути Отраженных“ настолько кинематографичен, что дочитывая книгу вы не сможете поручиться, читали ли вы роман или посмотрели насыщенный, полнокровный фильм, снятый режиссёром с отчетливыми проблесками гениальности.»

## Сюжет
Со времен воен Высоких Сущностей — могущественных Богов, для которых Сармонтазара была полем битвы, уже прошли тысячи лет.
Но осталось в мире Круга Земель древнее пророчество — которое гласило, что в год, когда в небе Сармонтазары засверкает огненная комета, родятся трое Звезднорожденных, трое сильнейших воинов-магов, которые обречены стать земными воплощениями ушедших Сущностей. Наступило время, когда пророчество все таки исполнилось. Теперь Звезднорожденным придется сойтись в новой битве. Октангу Урайну, Служителю Темной Сущности- Хуммера, удалось при помощи древней чёрной магии найти способ изменять прошлое — и отныне он подчиняет своей воле все новые народы и племена Сармонтазары. Элиену Тремгору — Кузнецу Светлой Сущности — Гаиллириса, не справиться с врагом в одиночку. Исход схватки зависит от того, чью сторону примет третий Звезднорожденный — Шет окс Лагин — Полководцу, стоящему между Светом и Тьмой.

## Главы романа
Глава 1. Измененная и Обращенная

Глава 2. Элай, сын Элиена

Глава 3. Госпожа Хармана

Глава 4. Игрища Альбатросов

Глава 5. Падение Наг-Нараона

Глава 6. Исчезновение

Глава 7. Двести

## Интересные факты
1. В первом издании роман назывался «Пути Отраженных»
2. По утверждению самого Зорича: «сюжет книги построен столь замысловато, что его перестал понимать сам автор»[2]
3. Сюжет романа пронизан огромным количеством конфликтов и интриг, которые разрешаются войнами.[1]

## Издания
Александр Зорич. Пути Отраженных: Роман. — М.: ЭКСМО-Пресс, 1998. — 448 с. — (Абсолютная магия).

Александр Зорич. Пути Звезднорожденных. — 2-е изд, испр., доп. — М.: Центрполиграф, 2001. — 492 с. — (Миры Александра Зорича. Пути Звезднорожденных 3).

Александр Зорич. Пути Звезднорожденных. — М.: АСТ, 2007. — 478 с. — (Заклятые миры).

### Материалы
страница книги на сайте Александра Зорича

«Пути Звездорожденных» в электронном варианте

Энциклопедия, том 1: эпоха Войн Хуммера

### Рецензии
В.Мидянин. Nigredo и Albedo

[www.litmir.net/br/?b=48891&p=1 Валентин Серебряный Рецензия на «Пути Звездорожденных»]